# Onda de frio
Uma onda de frio é um fenómeno climático que se distingue pelo arrefecimento do ar. Especificamente, como usado pelo Serviço Nacional de Meteorologia dos Estados Unidos, uma onda de frio é uma rápida queda de temperatura dentro de um período de 24 horas que exige proteção substancialmente aumentada para agricultura, indústria, comércio e atividades sociais. O critério preciso para uma onda de frio é determinado pela velocidade a que cai a temperatura e pelo mínimo ao qual cai. Esta temperatura mínima depende da região geográfica e da época do ano.